# 말랄라
말랄라(He Named Me Malala)는 미국에서 제작된 데이비스 구겐하임 감독의 2015년 다큐멘터리 영화이다. 말랄라 유사프자이 등이 주연으로 출연하였다.

## 출연

### 주연
- 말랄라 유사프자이